# Henotesia wardii
Henotesia wardii är en fjärilsart som beskrevs av Butler 1879. Henotesia wardii ingår i släktet Henotesia och familjen praktfjärilar. Inga underarter finns listade i Catalogue of Life.